# Jacob Lucas Boreel

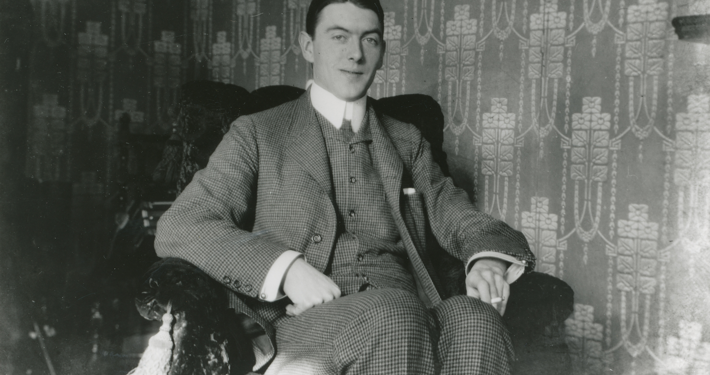
Jhr. ir. Jacob Lucas Boreel op 28-jarige leeftijd

Jhr. Jacob Lucas (Jaap) Boreel (Wijk aan Zee, 1 april 1883 - Middelburg, 18 december 1939) was een Nederlands civiel ingenieur. Hij was ingenieur van de Polder Walcheren.

## Afkomst en opleiding
Boreel was de oudste zoon van Gerard Salomon Boreel, burgemeester van Beverwijk en Wijk aan Zee en Duin, lid provinciale en gedeputeerde staten van Noord-Holland en Susanna Geertruida Françoise Gevers. Hij is geboren op het familielandgoed Westerhout. Als telg van de familie Boreel behoorde hij tot de Nederlandse adel en mocht hij het adelspredicaat jonkheer voeren. De hofstede Westerhout is gebouwd door een Middelburgse architect (Johannes Jacobus van Nieukerken). Na zijn schoolopleiding aan het Instituut Prins (een Internationale School) in Haarlem en zijn militaire dienstplicht ging hij in 1905 civiele techniek studeren aan de Polytechnische School in Delft, die in dat jaar van naam veranderd in Technische Hogeschool, waarmee de opleiding een universitaire status krijgt. Boreel studeerde in 1911 af.  
Boreel heeft tijdens zijn studie een relatie gekregen met Adriana Sophia baronesse van Randwijck uit het Gelderse Rossum, met wie hij op 11 oktober 1911 in Rossum trouwde. Het echtpaar kreeg twee zonen en een dochter. 
Na zijn huwelijk begon hij bij de Staatsspoorwegen, met standplaats Groningen, maar op 1 september 1916 aanvaardde hij een functie bij de provinciale waterstaat van Noord-Holland, waar hij te maken kreeg met de gevolgen van de watersnoodramp van januari 1916. Hij kreeg de verantwoordelijkheid voor het dijkherstel rond Monnickendam. Hij was later ook betrokken bij de bouw van het elektrisch gemaal De Poel van het hoogheemraadschap Waterland.

## Polder Walcheren

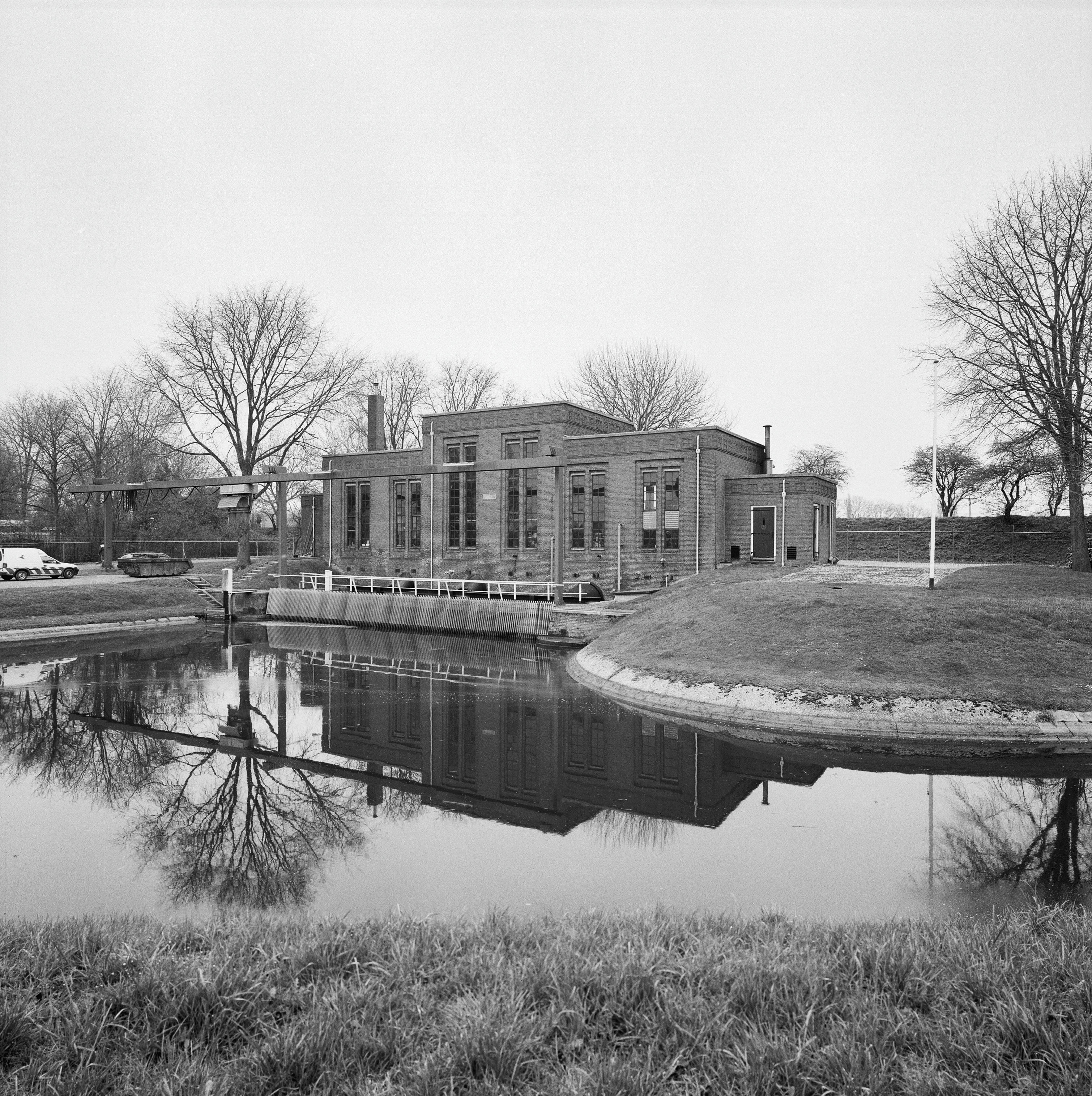
Gemaal Boreel

Na het overlijden van ir. Hana van Gelderen in juni 1921 was de functie van ingenieur van de Polder Walcheren vacant. Boreel solliciteerde naar deze functie en werd per 1 september 1921 aangenomen voor deze functie. Het gezin ging wonen aan de Lange Burg C93. In 1926 verhuisde de familie naar het pand aan de Loskade P247.   

### Gemalen
Een van de eerste problemen die Boreel moest aanpakken, was de afwatering van Walcheren. De capaciteit van de bestaande uitwateringssluizen was onvoldoende. In principe waren er twee oplossingen: het vergroten van de suatiesluizen (en de daarbij horende watergangen) of het bouwen van een gemaal. Boreel was een sterk voorstander van de bouw van een gemaal. Eind twintiger jaren had hij hiervoor voldoende steun gekregen en in 1928 kon de opdracht voor de bouw van een elektrisch gemaal gegeven worden. Het ontwerp van dit gemaal is van de hand van ir. Boreel is opgeleverd in 1929. Bij de officiële opening op 15 maart 1930 werd het gemaal de naam De Boreel gegeven.
In 1935 wordt de afwatering van de polder bij Ritthem problematisch. Ook hier wordt door Boreel een gemaal voorgesteld, maar het lukt de polder in eerste instantie niet om dat gefinancierd te krijgen. Maar het lukt om met gelden van het werkfonds (een subsidie om werkgelegenheid te scheppen) in de loop van 1935 toch met de bouw van dit gemaal te beginnen. Ook het ontwerp van dit gemaal is geheel van de hand van ir. Boreel.
Het derde gemaal war Boreel voor de Polder Walcheren ontwerpt is dat van Veere. In 1937 krijgt de polder ook een subsidie voor de bouw van dit gemaal. Maar voordat met de realisering hiervan begonnen kon worden moest een dispuut met Rijkswaterstaat opgelost worden inzake het spuien van het water van het gemaal op het Kanaal door Walcheren. Dit gemaal wordt in 1938 opgeleverd.

### Toerisme
Voor het eiland Walcheren werd in de dertiger jaren het toerisme van groot belang. Alhoewel dit niet tot de primaire taken van de Polder hoorde, droeg het polderbestuur de ontwikkeling hiervan een warm hart toe. Boreel was dan ook ruimhartig met het geven van vergunningen voor kamperen in de duinen en het bouwen van (tijdelijke) strandhuisjes. Ook de aanleg van een tramverbinding van Middelburg via Vlissingen naar Domburg werd door de technische dienst van de Polder ondersteund. In 1926 wordt door de een speciaal opgerichte vereniging een rijwielpad aangelegd door de duinen van Vlissingen naar Zoutelande. De Polder Walcheren is voor een deel eigenaar van de terreinen en Boreel is de vereniging zeer ter wille en stelt voor de vereniging een subsidie te geven, onder voorwaarde dat het personeel van de Polder dit pad mag gebruiken (er werd voor anderen een tol geheven). Het bestuur ging echter niet akkoord met een subsidie omdat ze er geen voorstander van was. Die vond een (geringe) jaarlijkse bijdrage voor het lidmaatschap meer dan voldoende.

## Bestuursfuncties
Naast zijn functie als hoofd van de technische dienst van de Polder Walcheren heeft Boreel nog bestuursfuncties op Walcheren vervuld. Zo was hij lid van het College van Regenten van het Huis van Bewaring in Middelburg en was hij bestuurslid van het Zeeuwsch Genootschap der Wetenschappen. Hij was ook adviseur van Middelburgsche IJsclub. 
Op 31 augustus 1937 werd Boreel benoemd tot Officier in de Orde van Oranje Nassau
- Virtual International Authority File: 18162236615313540505